# NGC 2097
NGC 2097 (również ESO 86-SC28) – gromada otwarta, znajdująca się w gwiazdozbiorze Złotej Ryby. Należy do Wielkiego Obłoku Magellana. Odkrył ją John Herschel 26 grudnia 1834 roku.